# Harald Leonhardt
Harald Leonhardt (* 20. Juni 1924; † 21. Juni 2012) war ein deutscher Architekt.

## Leben
Leonhard schloss sein Architektur-Studium mit dem akademischen Grad eines Dipl.-Ing. ab.
Er arbeitete in Hannover mit den Architekten Edgar Schirmer und Siegfried Meyer im gemeinsamen Büro Leonhardt Schirmer Meyer, auch Architekten LSM, im Gebäude Hohenzollernstraße 26 zusammen. Später wurden die Architekten Reinhard Beiermann und Henning Meyer in die Bürogemeinschaft aufgenommen, die zuletzt allein unter Reinhard Beiermann & Henning Meyer Architekten LSM firmierten. Harald Leonhardt war Mitglied im Bund Deutscher Architekten (BDA).
1960 gewann er zusammen mit Arno J. L. Bayer den Wettbewerb zum Neubau einer Stadthalle mit integriertem Theatersaal in Delmenhorst, der Entwurf wurde aber nicht ausgeführt.
1983 erhielt er zusammen mit seinen Büropartnern Schirmer und Meyer eine Lobende Erwähnung beim Architekturpreis Beton.
Als Mitglied des Vereins zur Förderung der Baukunst e. V., einer Initiative zur Erhaltung der niedersächsischen Bau- und Kulturdenkmale des Architekten Georg Ludwig Friedrich Laves und seines ehemaligen Kollegen Dieter Oesterlen, engagierte er sich in der Arbeitsgruppe Landtag. Gegen den Abriss des Plenarsaales des Niedersächsischen Landtags in Hannover protestierte er 2010 zusammen mit Architektenkollegen in einem Offenen Brief und auf einer Demonstration.
Leonhardt war Mitglied im Lions Club Hannover und 1978/79 Präsident des Clubs.
Er war verheiratet mit Sophia Leonhardt, geb. Schulz, und lebte Grünewaldstraße 8 im Stadtteil List.

## Bauten und Entwürfe (Auswahl)
- 1957, Hannover:
  - Goetheschule, Haltenhoffstraße[15][16]
  - Berufsschule II, Lavesallee,[15] als Teil des hannoverschen Berufsschulzentrums unter Denkmalschutz[17]
- 1962, Hannover: Staatliche Ingenieurschule Hannover, Ricklinger Stadtweg[15]
- 1964, Hannover:
  - gemeinsam mit Arno J. L. Bayer: Gymnasium Herschelschule, Großer Kolonnenweg[15]
  - gemeinsam mit Werner Dierschke: Sporthalle mit 6000 Zuschauer-Plätzen im Volkssportpark am Ferdinand-Wilhelm-Fricke-Weg[15] 8; die ursprüngliche Stadionsporthalle erhielt 2005 den Namen AWD-Hall[18]
- 1972, Hannover: Gebäude der Stadtsparkasse an der Bahnhofstraße[15] 13[18]
- 1975–1982, Hameln-Tündern, mit Werner Haller, Hartmut Nedden: Jugendanstalt Hameln, Tündernsche Straße 50; Landschaftsarchitekten: Wehberg, Lange & Partner (Hameln)[19]
- 1980–1982, Hannover, gemeinsam mit Bahlo, Köhnke, Stosberg: Finanzamt Hannover Nord II, Vahrenwalder Straße 206; Kunst am Bau von Ansgar Nierhoff[19]
- 1982, Hannover, gemeinsam mit Schirmer und Meyer: Urwaldhaus im Zoo Hannover[18]
- 1985–1987, Uelzen, mit Werner Haller und Hartmut Nedden: Justizvollzugsanstalt Uelzen, Breidenbeckstraße[19]
- 1991–1994, Hannover, gemeinsam mit Schirmer und Meyer: Bürohaus der VGH Versicherungen, Schiffgraben 4[18]
- 1995–1998, Hannover, mit Schirmer und Meyer: Erweiterung der VGH mit neuem Haupteingang am Warmbüchenkamp[18]
- bis 2002, Lüneburg, mit Schirmer, Meyer, Reinhard Beiermann und Henning Meyer: Gebäude der VGH-Regionaldirektion Lüneburg, Konrad-Zuse-Allee 4[20][21]

## Ehrungen (Auswahl)
- 1983: Architekturpreis Beton, zusammen mit seinen Büropartnern Schirmer und Meyer[8]